# Marcel Granollers
Marcel Granollers Pujol (ur. 12 kwietnia 1986 w Barcelonie) – hiszpański tenisista, zdobywca Pucharu Davisa, olimpijczyk z Londynu (2012) i Paryża (2024), lider rankingu ATP deblistów.

## Kariera tenisowa
Karierę profesjonalną Granollers rozpoczął w 2003 roku, chociaż w zawodach juniorskich startował jeszcze w sezonie 2004, zdobywając tytuł mistrza gry podwójnej chłopców wspólnie z Pablem Andújarem podczas French Open.
Wygrywał turnieje z serii ATP Challenger Tour w singlu, jak i deblu. W turniejach rangi ATP Tour awansował do 7 singlowych finałów, odnosząc 4 zwycięstwa. W grze podwójnej Granollers awansował do 58 finałów, z których w 29 triumfował. Jest finalistą pięciu turniejów Wielkiego Szlema: French Open 2014, US Open 2014 i 2019 oraz Wimbledonu 2021 i 2023. Wspólnie z Markiem Lópezem zostali mistrzami Barclays ATP World Tour Finals 2012.
Od roku 2010 reprezentuje Hiszpanię w Pucharze Davisa. W 2019 był w składzie drużyny, która zdobyła trofeum.
W 2012 zagrał na igrzyskach olimpijskich w Londynie w konkurencji gry podwójnej, partnerując Markowi Lópezowi. Hiszpańska para odpadła z rywalizacji w pierwszym meczu z reprezentującymi Izrael Jonatanem Erlichem i Andym Ramem. Granollers ponownie zagrał na igrzyskach olimpijskich w Paryżu (2024), w deblu i mikście. W grze podwójnej razem z Pablem Carreño-Bustą awansowali do drugiej rundy, natomiast w grze mieszanej wspólnie z Sarą Sorribes Tormo przegrali w pierwszej rundzie.
Najwyżej sklasyfikowany w rankingu singlistów był na 19. miejscu (23 lipca 2012), a w zestawieniu deblistów na 1. pozycji (6 maja 2024).

### Finały w turniejach ATP Tour
| Legenda                                      |
| -------------------------------------------- |
| Wielki Szlem                                 |
| Igrzyska olimpijskie                         |
| Tennis Masters Cup / ATP Finals              |
| ATP Masters Series / ATP Tour Masters 1000   |
| ATP International Series Gold / ATP Tour 500 |
| ATP International Series / ATP Tour 250      |

#### Gra pojedyncza (4–3)
| Końcowy wynik | Nr | Data             | Turniej    | Nawierzchnia  | Przeciwnik             | Wynik finału     |
| ------------- | -- | ---------------- | ---------- | ------------- | ---------------------- | ---------------- |
| Zwycięzca     | 1. | 20 kwietnia 2008 | Houston    | Ceglana       | James Blake            | 6:4, 1:6, 7:5    |
| Finalista     | 1. | 7 listopada 2010 | Walencja   | Twarda (hala) | David Ferrer           | 5:7, 3:6         |
| Zwycięzca     | 2. | 31 lipca 2011    | Gstaad     | Ceglana       | Fernando Verdasco      | 6:4, 3:6, 6:3    |
| Zwycięzca     | 3. | 6 listopada 2011 | Walencja   | Twarda (hala) | Juan Mónaco            | 6:2, 4:6, 7:6(3) |
| Finalista     | 2. | 15 lipca 2012    | Umag       | Ceglana       | Marin Čilić            | 4:6, 2:6         |
| Zwycięzca     | 4. | 3 sierpnia 2013  | Kitzbühel  | Ceglana       | Juan Mónaco            | 0:6, 7:6(3), 6:4 |
| Finalista     | 3. | 13 kwietnia 2014 | Casablanca | Ceglana       | Guillermo García-López | 7:5, 4:6, 3:6    |

#### Gra podwójna (29–29)
| Końcowy wynik | Nr  | Data                 | Turniej            | Nawierzchnia  | Partner           | Przeciwnicy                               | Wynik finału          |
| ------------- | --- | -------------------- | ------------------ | ------------- | ----------------- | ----------------------------------------- | --------------------- |
| Finalista     | 1.  | 20 kwietnia 2008     | Houston            | Ceglana       | Pablo Cuevas      | Ernests Gulbis Rainer Schüttler           | 5:7, 6:7(3)           |
| Zwycięzca     | 1.  | 15 lutego 2009       | Costa do Sauipe    | Ceglana       | Tommy Robredo     | Lucas Arnold Ker Juan Mónaco              | 6:4, 7:5              |
| Zwycięzca     | 2.  | 22 lutego 2009       | Buenos Aires       | Ceglana       | Alberto Martín    | Nicolás Almagro Santiago Ventura          | 6:3, 5:7, 10–8        |
| Zwycięzca     | 3.  | 25 października 2009 | Moskwa             | Twarda (hala) | Pablo Cuevas      | František Čermák Michal Mertiňák          | 4:6, 7:5, 10–8        |
| Finalista     | 2.  | 8 listopada 2009     | Walencja           | Twarda (hala) | Tommy Robredo     | František Čermák Michal Mertiňák          | 4:6, 3:6              |
| Finalista     | 3.  | 15 listopada 2009    | Paryż              | Twarda (hala) | Tommy Robredo     | Daniel Nestor Nenad Zimonjić              | 3:6, 4:6              |
| Zwycięzca     | 4.  | 10 stycznia 2010     | Ćennaj             | Twarda        | Santiago Ventura  | Lu Yen-hsun Janko Tipsarević              | 7:5, 6:2              |
| Zwycięzca     | 5.  | 14 lutego 2010       | Costa do Sauipe    | Ceglana       | Pablo Cuevas      | Łukasz Kubot Oliver Marach                | 7:5, 6:4              |
| Finalista     | 4.  | 9 maja 2010          | Estoril            | Ceglana       | Pablo Cuevas      | Marc López David Marrero                  | 7:6(1), 4:6, 4–10     |
| Finalista     | 5.  | 26 września 2010     | Bukareszt          | Ceglana       | Santiago Ventura  | Juan Ignacio Chela Łukasz Kubot           | 2:6, 7:5, 11–13       |
| Zwycięzca     | 6.  | 15 stycznia 2011     | Auckland           | Twarda        | Tommy Robredo     | Johan Brunström Stephen Huss              | 6:4, 7:6(6)           |
| Finalista     | 6.  | 6 lutego 2011        | Zagrzeb            | Twarda (hala) | Marc López        | Dick Norman Horia Tecău                   | 3:6, 4:6              |
| Finalista     | 7.  | 17 lipca 2011        | Stuttgart          | Ceglana       | Marc López        | Jürgen Melzer Philipp Petzschner          | 3:6, 4:6              |
| Finalista     | 8.  | 3 marca 2012         | Acapulco           | Ceglana       | Marc López        | David Marrero Fernando Verdasco           | 3:6, 4:6              |
| Finalista     | 9.  | 29 kwietnia 2012     | Barcelona          | Ceglana       | Marc López        | Mariusz Fyrstenberg Marcin Matkowski      | 6:2, 6:7(7), 8–10     |
| Zwycięzca     | 7.  | 20 maja 2012         | Rzym               | Ceglana       | Marc López        | Łukasz Kubot Janko Tipsarević             | 6:3, 6:2              |
| Finalista     | 10. | 15 lipca 2012        | Umag               | Ceglana       | Marc López        | David Marrero Fernando Verdasco           | 3:6, 6:7(4)           |
| Zwycięzca     | 8.  | 22 lipca 2012        | Gstaad             | Ceglana       | Marc López        | Robert Farah Santiago Giraldo             | 6:4, 7:6(9)           |
| Finalista     | 11. | 12 sierpnia 2012     | Toronto            | Twarda        | Marc López        | Bob Bryan Mike Bryan                      | 1:6, 6:4, 10–12       |
| Zwycięzca     | 9.  | 12 listopada 2012    | Londyn             | Twarda (hala) | Marc López        | Mahesh Bhupathi Rohan Bopanna             | 7:5, 3:6, 10–3        |
| Finalista     | 12. | 18 sierpnia 2013     | Cincinnati         | Twarda        | Marc López        | Bob Bryan Mike Bryan                      | 4:6, 6:4, 4–10        |
| Zwycięzca     | 10. | 16 lutego 2014       | Buenos Aires       | Ceglana       | Marc López        | Pablo Cuevas Horacio Zeballos             | 7:5, 6:4              |
| Finalista     | 13. | 8 czerwca 2014       | French Open, Paryż | Ceglana       | Marc López        | Julien Benneteau Édouard Roger-Vasselin   | 3:6, 6:7(1)           |
| Finalista     | 14. | 7 września 2014      | US Open, Nowy Jork | Twarda        | Marc López        | Bob Bryan Mike Bryan                      | 3:6, 4:6              |
| Finalista     | 15. | 17 maja 2015         | Rzym               | Ceglana       | Marc López        | Pablo Cuevas David Marrero                | 4:6, 5:7              |
| Finalista     | 16. | 24 kwietnia 2016     | Barcelona          | Ceglana       | Pablo Cuevas      | Bob Bryan Mike Bryan                      | 5:7, 5:7              |
| Zwycięzca     | 11. | 17 lipca 2016        | Båstad             | Ceglana       | David Marrero     | Marcus Daniell Marcelo Demoliner          | 6:2, 6:3              |
| Zwycięzca     | 12. | 9 października 2016  | Tokio              | Twarda        | Marcin Matkowski  | Raven Klaasen Rajeev Ram                  | 6:2, 7:6(4)           |
| Zwycięzca     | 13. | 30 października 2016 | Bazylea            | Twarda (hala) | Jack Sock         | Robert Lindstedt Michael Venus            | 6:3, 6:4              |
| Zwycięzca     | 14. | 19 lutego 2017       | Rotterdam          | Twarda (hala) | Ivan Dodig        | Wesley Koolhof Matwé Middelkoop           | 7:6(5), 6:3           |
| Finalista     | 17. | 15 kwietnia 2017     | Marrakesz          | Ceglana       | Marc López        | Dominic Inglot Mate Pavić                 | 4:6, 6:2, 9–11        |
| Finalista     | 18. | 21 maja 2017         | Rzym               | Ceglana       | Ivan Dodig        | Pierre-Hugues Herbert Nicolas Mahut       | 6:4, 4:6, 3–10        |
| Zwycięzca     | 15. | 29 października 2017 | Bazylea            | Twarda (hala) | Ivan Dodig        | Fabrice Martin Édouard Roger-Vasselin     | 7:5, 7:6(6)           |
| Finalista     | 19. | 5 listopada 2017     | Paryż              | Twarda (hala) | Ivan Dodig        | Łukasz Kubot Marcelo Melo                 | 6:7(3), 6:3, 6–10     |
| Zwycięzca     | 16. | 4 listopada 2018     | Paryż              | Twarda (hala) | Rajeev Ram        | Jean-Julien Rojer Horia Tecău             | 6:4, 6:4              |
| Zwycięzca     | 17. | 21 lipca 2019        | Newport            | Trawiasta     | Serhij Stachowski | Marcelo Arévalo Miguel Ángel Reyes-Varela | 6:7(10), 6:4, 13–11   |
| Zwycięzca     | 18. | 11 sierpnia 2019     | Montreal           | Twarda        | Horacio Zeballos  | Robin Haase Wesley Koolhof                | 7:5, 7:5              |
| Finalista     | 20. | 6 września 2019      | US Open, Nowy Jork | Twarda        | Horacio Zeballos  | Juan Sebastián Cabal Robert Farah         | 4:6, 5:7              |
| Zwycięzca     | 19. | 16 lutego 2020       | Buenos Aires       | Ceglana       | Horacio Zeballos  | Guillermo Durán Juan Ignacio Londero      | 6:4, 5:7, 18–16       |
| Zwycięzca     | 20. | 23 lutego 2020       | Rio de Janerio     | Ceglana       | Horacio Zeballos  | Salvatore Caruso Federico Gaio            | 6:4, 5:7, 10–7        |
| Finalista     | 21. | 13 września 2020     | Kitzbühel          | Ceglana       | Horacio Zeballos  | Austin Krajicek Franko Škugor             | 6:7(5), 5:7           |
| Zwycięzca     | 21. | 20 września 2020     | Rzym               | Ceglana       | Horacio Zeballos  | Jérémy Chardy Fabrice Martin              | 6:4, 5:7, 10–8        |
| Finalista     | 22. | 20 marca 2021        | Acapulco           | Twarda        | Horacio Zeballos  | Ken Skupski Neal Skupski                  | 6:7(3), 4:6           |
| Zwycięzca     | 22. | 9 maja 2021          | Madryt             | Ceglana       | Horacio Zeballos  | Nikola Mektić Mate Pavić                  | 1:6, 6:3, 10–8        |
| Finalista     | 23. | 10 lipca 2021        | Wimbledon, Londyn  | Trawiasta     | Horacio Zeballos  | Nikola Mektić Mate Pavić                  | 4:6, 6:7(5), 6:2, 5:7 |
| Zwycięzca     | 23. | 22 sierpnia 2021     | Cincinnati         | Twarda        | Horacio Zeballos  | Steve Johnson Austin Krajicek             | 7:6(5), 7:6(5)        |
| Zwycięzca     | 24. | 19 czerwca 2022      | Halle              | Trawiasta     | Horacio Zeballos  | Tim Pütz Michael Venus                    | 6:4, 6:7(5), 14–12    |
| Finalista     | 24. | 27 maja 2023         | Genewa             | Ceglana       | Horacio Zeballos  | Jamie Murray Michael Venus                | 6:7(6), 6:7(3)        |
| Finalista     | 25. | 15 lipca 2023        | Wimbledon, Londyn  | Trawiasta     | Horacio Zeballos  | Wesley Koolhof Neal Skupski               | 4:6, 4:6              |
| Zwycięzca     | 25. | 15 października 2023 | Szanghaj           | Twarda        | Horacio Zeballos  | Rohan Bopanna Matthew Ebden               | 5:7, 6:2, 10–7        |
| Finalista     | 26. | 19 listopada 2023    | Turyn              | Twarda (hala) | Horacio Zeballos  | Rajeev Ram Joe Salisbury                  | 3:6, 4:6              |
| Finalista     | 27. | 13 stycznia 2024     | Auckland           | Twarda        | Horacio Zeballos  | Wesley Koolhof Nikola Mektić              | 3:6, 7:6(5), 7–10     |
| Finalista     | 28. | 18 lutego 2024       | Buenos Aires       | Ceglana       | Horacio Zeballos  | Simone Bolelli Andrea Vavassori           | 2:6, 6:7(6)           |
| Finalista     | 29. | 17 marca 2024        | Indian Wells       | Twarda        | Horacio Zeballos  | Wesley Koolhof Nikola Mektić              | 6:7(2), 6:7(4)        |
| Zwycięzca     | 26. | 19 maja 2024         | Rzym               | Ceglana       | Horacio Zeballos  | Marcelo Arévalo Mate Pavić                | 6:2, 6:2              |
| Zwycięzca     | 27. | 12 sierpnia 2024     | Montreal           | Twarda        | Horacio Zeballos  | Rajeev Ram Joe Salisbury                  | 6:2, 7:6(4)           |
| Zwycięzca     | 28. | 6 kwietnia 2025      | Bukareszt          | Ceglana       | Horacio Zeballos  | Jakob Schnaitter Mark Wallner             | 7:6(3), 6:4           |
| Zwycięzca     | 29. | 3 maja 2025          | Madryt             | Ceglana       | Horacio Zeballos  | Marcelo Arévalo Mate Pavić                | 6:4, 6:4              |